# Slovakiska demokratiska och kristliga unionen – Demokratiska partiet
Slovakiska demokratiska och kristliga unionen – Demokratiska partiet (slovakiska: Slovenská demokratická a kresťanská únia – Demokratická strana, SDKÚ-DS) är ett kristdemokratiskt och konservativt politiskt parti i Slovakien, grundat år 2000. I valet 2006 fick partiet 18,4 % av rösterna och 31 av de 150 mandaten i det nationella parlamentet.
Partiet är medlem i Europeiska folkpartiet (EPP) och dess Europaparlamentariker sitter i Europeiska folkpartiets grupp (kristdemokrater) (EPP).